# 2018년 동계 올림픽 개최지 선정
2009년 10월, 세 도시가 2018년 동계 올림픽과 패럴림픽(또는 XXIII 동계 올림픽과 XII 동계 패럴림픽) 개최지 선정에 참여했다. 자크 로게가 수장으로 있는 국제 올림픽 위원회는 2009년 10월 15일까지 프랑스의 알프스 산맥 안에 있는 도시인 안시, 1972년 하계 올림픽을 개최한 독일의 뮌헨, 2010년과 2014년 올림픽 후보도시인 대한민국의 평창의 유치신청서를 접수받았다. 1988년 하계 올림픽 이래로 가장 유치 신청 도시가 적은 유치전이기도 하다. 개최지 결정은 남아프리카공화국의 더반에서 2011년 7월 6일에 열릴 제123차 국제 올림픽 위원회 총회에서 자크 로게 IOC 위원장이 현지시각 기준으로 17시 22분에 발표했다.
평창이 1차투표에서 95표 중 63표를 얻어서 뮌헨과 안시를 제치고 개최지로 선정되었다.

## 투표

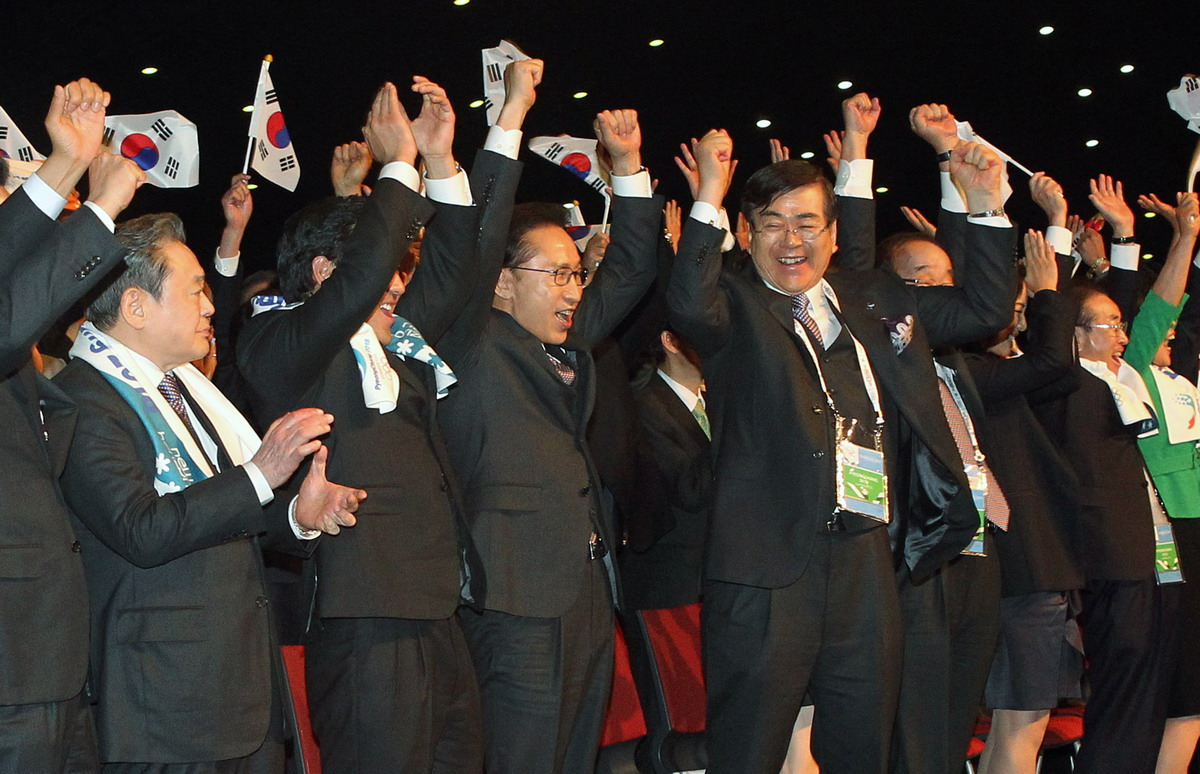
평창이 개최지로 선정되자 환호하는 이명박 대통령, 이건희 삼성 회장, 조양호 한진 회장 등 평창 올림픽 유치 위원들

| 후보 도시                                                                 | 후보 도시 | NOC            | R1 | R1 | R2 | R2 |  | 투표를 할 수 없는 위원                                                       | 투표를 할 수 없는 위원 |  |
| 평창                                                                      | 평창      | 대한민국 (KOC) | 63 | 63 | x  | x  |  | 후보도시의 IOC 위원 (6)                                                      | 그 외 (9) |  |
| 뮌헨                                                                      | 뮌헨      | 독일 (DOSB)    | 25 | 25 | x  | x  |  | 후보도시의 IOC 위원 (6)                                                      | 그 외 (9) |  |
| 안시                                                                      | 안시      | 프랑스 (CNOSF) | 7  | 7  | x  | x  |  | - 이건희 - 문대성 - 토마스 바흐 - 클라우디아 보켈 - 장 클로드 킬리 - 기 드뤼 | - 자크 로게 (IOC 위원장) - 나와프 파이샬 파흐드 압둘아지즈 (불참) - 알파 이브라힘 디알로 (불참) - 무니르 샤벳 (불참) - 제임스 이스턴 (불참) - 주앙 아벨란제 (불참) - 란드르 싱 (불참) - 데니스 오스왈드 (불참) - 타밈 빈 하마드 알사니 (불참) |  |
|                                                                           |           |                |    |    |    |    |  | - 이건희 - 문대성 - 토마스 바흐 - 클라우디아 보켈 - 장 클로드 킬리 - 기 드뤼 | - 자크 로게 (IOC 위원장) - 나와프 파이샬 파흐드 압둘아지즈 (불참) - 알파 이브라힘 디알로 (불참) - 무니르 샤벳 (불참) - 제임스 이스턴 (불참) - 주앙 아벨란제 (불참) - 란드르 싱 (불참) - 데니스 오스왈드 (불참) - 타밈 빈 하마드 알사니 (불참) |  |
| 투표 장소                                                                 |           | 투표 상세      |    |    |    |    |  | - 이건희 - 문대성 - 토마스 바흐 - 클라우디아 보켈 - 장 클로드 킬리 - 기 드뤼 | - 자크 로게 (IOC 위원장) - 나와프 파이샬 파흐드 압둘아지즈 (불참) - 알파 이브라힘 디알로 (불참) - 무니르 샤벳 (불참) - 제임스 이스턴 (불참) - 주앙 아벨란제 (불참) - 란드르 싱 (불참) - 데니스 오스왈드 (불참) - 타밈 빈 하마드 알사니 (불참) |  |
| 더반 국제 컨벤션 센터 제123차 국제 올림픽 위원회 총회 2011년 7월 6일 더반 |           | 투표 가능 인원 | 95 | 95 | x  | x  |  | - 이건희 - 문대성 - 토마스 바흐 - 클라우디아 보켈 - 장 클로드 킬리 - 기 드뤼 | - 자크 로게 (IOC 위원장) - 나와프 파이샬 파흐드 압둘아지즈 (불참) - 알파 이브라힘 디알로 (불참) - 무니르 샤벳 (불참) - 제임스 이스턴 (불참) - 주앙 아벨란제 (불참) - 란드르 싱 (불참) - 데니스 오스왈드 (불참) - 타밈 빈 하마드 알사니 (불참) |  |
| 더반 국제 컨벤션 센터 제123차 국제 올림픽 위원회 총회 2011년 7월 6일 더반 |           | 참가 인원      | 95 | 95 | x  | x  |  | - 이건희 - 문대성 - 토마스 바흐 - 클라우디아 보켈 - 장 클로드 킬리 - 기 드뤼 | - 자크 로게 (IOC 위원장) - 나와프 파이샬 파흐드 압둘아지즈 (불참) - 알파 이브라힘 디알로 (불참) - 무니르 샤벳 (불참) - 제임스 이스턴 (불참) - 주앙 아벨란제 (불참) - 란드르 싱 (불참) - 데니스 오스왈드 (불참) - 타밈 빈 하마드 알사니 (불참) |  |
| 더반 국제 컨벤션 센터 제123차 국제 올림픽 위원회 총회 2011년 7월 6일 더반 |           | 무효표         | 0  | 0  | x  | x  |  | - 이건희 - 문대성 - 토마스 바흐 - 클라우디아 보켈 - 장 클로드 킬리 - 기 드뤼 | - 자크 로게 (IOC 위원장) - 나와프 파이샬 파흐드 압둘아지즈 (불참) - 알파 이브라힘 디알로 (불참) - 무니르 샤벳 (불참) - 제임스 이스턴 (불참) - 주앙 아벨란제 (불참) - 란드르 싱 (불참) - 데니스 오스왈드 (불참) - 타밈 빈 하마드 알사니 (불참) |  |
| 더반 국제 컨벤션 센터 제123차 국제 올림픽 위원회 총회 2011년 7월 6일 더반 |           | 유효표         | 95 | 95 | x  | x  |  | - 이건희 - 문대성 - 토마스 바흐 - 클라우디아 보켈 - 장 클로드 킬리 - 기 드뤼 | - 자크 로게 (IOC 위원장) - 나와프 파이샬 파흐드 압둘아지즈 (불참) - 알파 이브라힘 디알로 (불참) - 무니르 샤벳 (불참) - 제임스 이스턴 (불참) - 주앙 아벨란제 (불참) - 란드르 싱 (불참) - 데니스 오스왈드 (불참) - 타밈 빈 하마드 알사니 (불참) |  |

평창이 1차투표 때 받은 표수는 IOC 역사상 1차 투표 최다 득표수이기도 하다.
평창이 받은 63표는 올림픽 역사상 1차 투표에서 가장 많이 받은 득표수이다. 지난 기록은 2002년 동계 올림픽 유치 시 솔트레이크시티가 받은 54표였다.

## 올림픽 개최지 선정 대비 일정

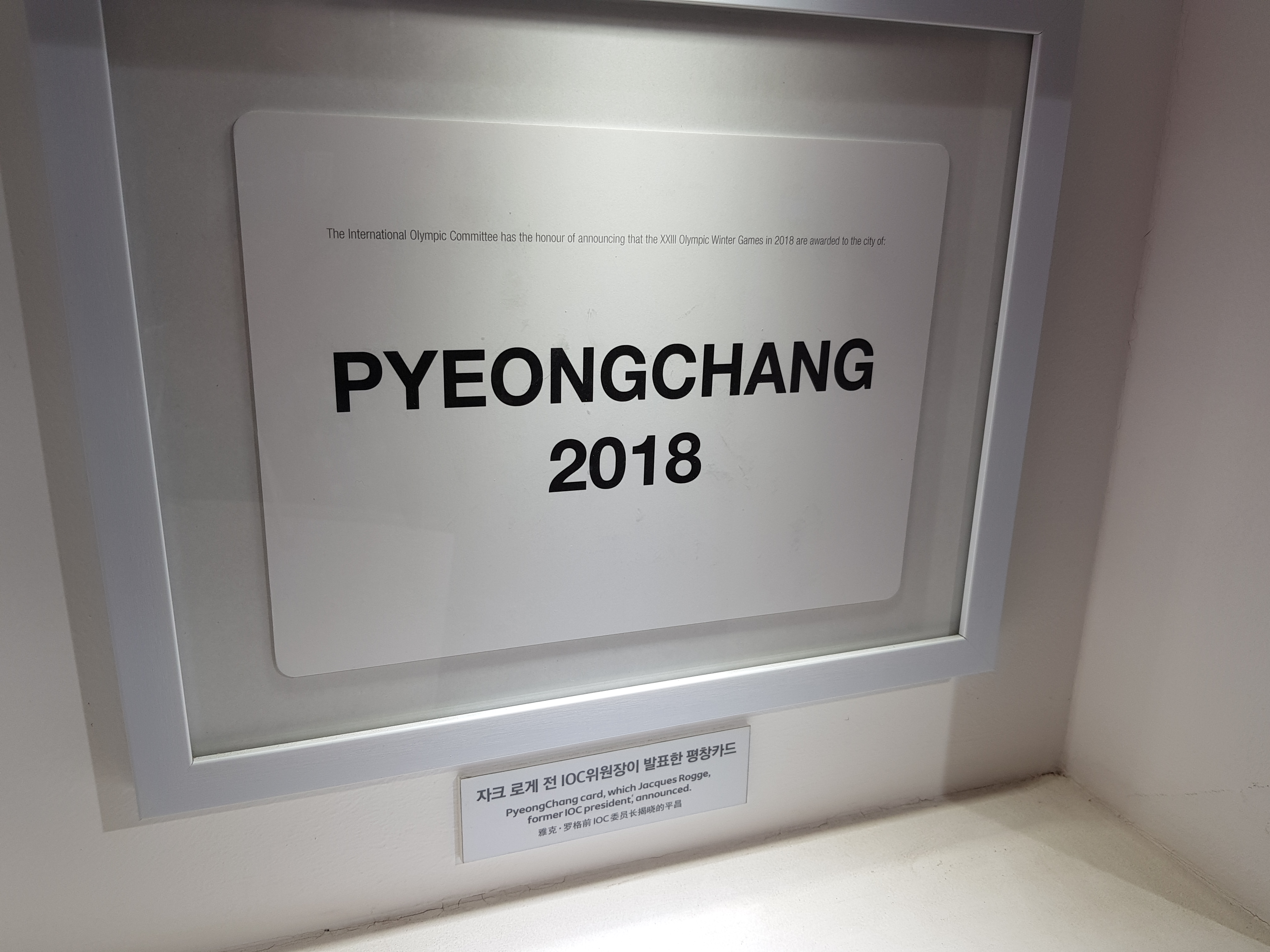
2011년 평창 동계올림픽 개최지 선정 당시 자크 로게 IOC 전 위원장이 들었던 카드

- 2009년 7월 31일 — IOC가 공식적으로 NOC에서 개최의향을 나타낸 도시들을 방문한다.
- 2009년 10월 15일 — 후보지 신청 마감일
- 2009년 12월 2일-5일 — 스위스에 있는 로잔의 IOC본부에서 신청도시들의 세미나가 열림.
- 2010년 3월 15일 — 신청지 파일 첨부
- 2010년 6월 21일-23일 — 후보 도시 선정
- 2011년 1월 11일 — 후보 도시 파일과 보증서 제출
- 2011년 2월-3월 — IOC 평가단 후보 도시에 방문
- 2011년 6월 — 각 후보 도시별 평가결과 발표
- 2011년 7월 6일 — 남아프리카공화국의 더반에서 열리는 제123차 IOC 총회에서 2018년 동계올림픽 개최지 선정 (현지 시각 기준)

## 최종 후보 도시
- 대한민국, 평창

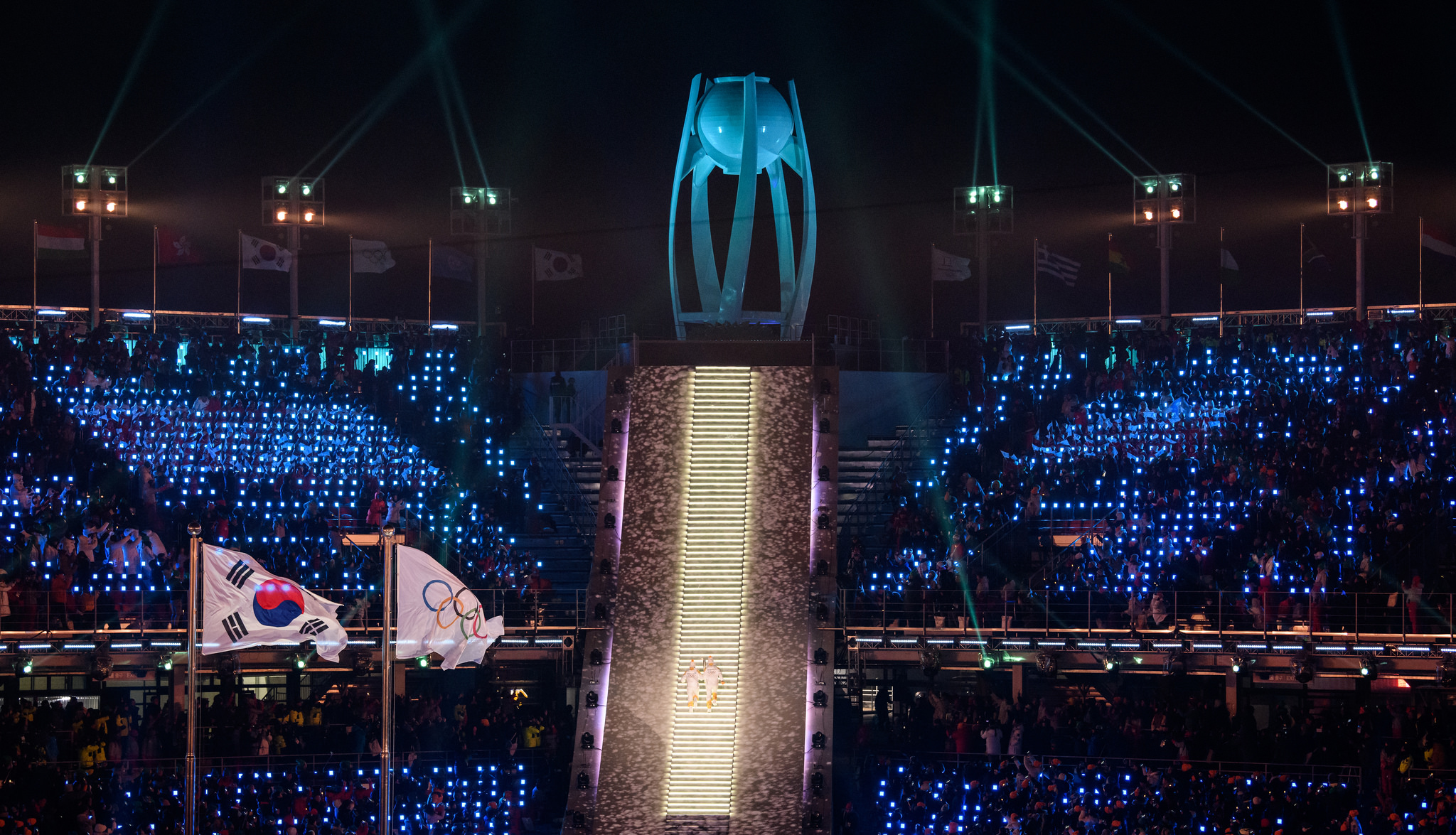
2018 평창 동계올림픽 개막식의 모습. 뒤로 달항아리를 모티브로 한 점화대가 보인다.

2010년과 2014년 올림픽 개최지 선정에서 2번 연속 패배한 후, 2007년 9월 강원도 김진선 전 강원도 도지사는 평창이 3번 경쟁할 것이라고 말했다. 김 지사는 후보지선정의 진행상황의 지식에 대한 증가와 아직까지도 높은 개최 지지율을 예로 들었다.(대한민국 전체 : 87.7%, 강원도 내 지지율 : 77.3%) 군은 2009년 1월 개최 희망을 공식적으로 발표했다. 한 IOC 위원은 평창이 3번째로 신청을 할 땐 새 활로를 모색해야 한다면서 한반도를 둘러싸고 있는 갈등의 평화적 해결과 세 번째 도전에 따른 잡음 등을 없애야 한다고 예를 들었다.
- 독일, 뮌헨

뮌헨은 1972년 하계 올림픽을 개최했고 만약 개최가 성공된다면 최초로 동,하계올림픽을 한 도시에서 여는 경우가 될 것이다. 베를린과 함부르크가 2024년 하계 올림픽이나 2028년 하계 올림픽을 신청하는 것을 고려했지만 모두 기각되었고 독일올림픽위원회(GOC)는 뮌헨을 후보지로 신청했다. 잘츠부르크의 2014년 동계 올림픽개최 실패로 인해 독일은 늦게 신청하느니 지금하는게 낫다고 생각했다. 뮌헨은 비록 2014년 동계 올림픽이 유럽에서 열리지만 IOC 부위원장인 토마스바흐(총회에서 표를 던질 수 있는 권리를 가지고 있다.)의 강력한 힘을 갖고 있었다. 뮌헨은 만약 패배할 것을 대비해서 2022년 동계 올림픽 신청도 고려하고 있었으나 2013년 9월 30일 철회하였다. 게임의 슬로건은"Die Spiele im Herzen"(마음속의 게임).
- 프랑스, 안시

처음에 프랑스올림픽위원회(CNOSF)는 동계 올림픽을 그다지 내키지 않아했고 2024년 하계 올림픽에 초점을 맞추려고 했다. 그런데 4개 도시(안시, 그르노블, 니스, 펠부)가 2018년 동계올림픽에 대해 흥미를 표시했다. 2008년 9월 24일 프랑스올림픽위원회는 이 요청을 허가했다. 안시가 2009년 3월 18일 프랑스 NOC에 의해 공식 신청지로 선정되었다.

## 관심은 보였으나 입후보를 포기한 도시
- 프랑스
가프(Gap)가 입후보에 대한 생각을 했지만 2008년 9월에 포기했다.[13] 그르노블, 니스, 펠부 또한 프랑스올림픽위원회에 흥미롭다는 의사를 표현했지만 안시가 후보지로 선정되면서 전부 탈락하였다.[15]
- 스위스, 제네바
제네바는 국민투표로 입후보를 계획했지만[16] 결국 부결되었고 2022년 동계 올림픽에 대신 신청하기로 결정했다.[17][18] 하지만 스위스올림픽위원회는 입후보하는 것에 대해 긍정적이지 않았고, 결국 포기하였다.
- 세르비아, 스타라 플라리나
2007년 불가리아의 소피아와의 공동개최를 추진했지만 당시 IOC는 두 도시 간의 공동개최는 허용하지 않았으므로 IOC의 반대로 포기하였다.[19]
- 불가리아, 소피아
2007년 세르비아의 스타라 플라리나와의 공동개최를 추진했지만 당시 IOC는 두 도시 간의 공동개최는 허용하지 않았으므로 IOC의 반대로 포기하였다.
- 노르웨이, 트롬쇠
트롬소의 입후보 신청은 트론헤임과 오슬로-릴레함메르의 공동개최를 이긴 2007년 3월 30일 발표되었다.[20] 어쩌면 북극권에서 일어나는 최초의 경기였을 수도 있었다. 이 결정은 노르웨이에서 스포츠시설을 짓는 데 천문학적인 돈이 든다는 것에 있어서 논쟁의 중심에 서있었다.[21] 지지도도 낮아서 오직 38%만 찬성했다. 그런데 트롬쇠유치위원회의 위원장이었던 Petter Rønningen이 여론조사 결과의 이상한 지지도를 인용했다. 2008년 10월 6일 노르웨이 스포츠부(部)는 트롬쇠의 신청을 노르웨이의 신뢰도가 떨어지는 이상한 지지도로 인해 포기한다고 발표했다.[22]
- 미국
콜로라도주의 덴버(1976년 동계 올림픽 개최지였지만 시민들의 반대로 무산됨)[23], 리노-타호호 네바다-캘리포니아,[24][25][26], 2002년 동계 올림픽 개최지인 유타주의 솔트레이크시티[27], 이렇게 총 세곳에서 관심을 나타냈다. 그런데 미국올림픽위원회(USOC)는 시카고의 성공적이지 못했던 2016년 하계 올림픽 개최지 선정에 더욱 초점을 맞추겠다고했고[28] 적어도 2022년 동계 올림픽까지는 입후보하지 않을 것이라고 한다.
- 스웨덴, 외스테르순드
새정부는 입후보에 대해서 예전과 같은 관심을 나타내지 않았다. 정치적인 변경이 스웨덴올림픽위원회에서 입후보에 대해 고려하는중에 이미 상황을 끝냈다. 이번에 입후보 했더라면 예전의 수많은 투표까지 포함해서 8번째 도전이었다. 하지만 2007년 7월 5일 포기하였다.[29]
- 카자흐스탄, 알마티
알마티는 2014년 동계 올림픽에 입후보 했었다. 또한 이번 동계 올림픽에 입후보할 의향을 보이기도 했다.[30] 하지만 이번에는 신청하지 않았고, 대신 2022년 동계 올림픽에 신청하였으나, 2014년 1월 포기하였다.
- 우크라이나, 부코벨
우크라이나 정부는 2006년에 유명한 부코벨 스키/스노우보드리조트가 완공됨으로써 2018년 동계 올림픽의 후보도시 참여에 대한 기대가 넓어졌다고 말했다. 하지만 2007년 포기하였고, 대신 2022년 동계 올림픽에 입후보를 신청하였으나, 2014년 6월 포기하였다.[31]
- 터키, 부르사
서(西)아나톨리아에 위치해있고 몇 개의 종목들은 Uludağ 국립공원에서 열렸을 것이다. 2008년 포기하였다.[32]
- 칠레
산티아고, 테르마스 데 칠리안, 테무코-푸콘 이렇게 총 세도시가 칠레에서 입후보가 가능한 도시였다. 2009년 포기하였다.[33][34][35]
- 중국
중국의 리잔수 헤이룽장성장은 2009년 동계 유니버시아드의 개최지였던 하얼빈이나 창춘쪽에서 개최하는걸 흥미롭게 여겼지만[36] 신화통신이 두 도시모두 인프라부족 및 기타의 이유로 인해 입후보하지 않는다고 밝혔다.[37]
- 캐나다, 퀘벡
퀘벡시는 흥미를 표명했지만 캐나다 밴쿠버에서 2010년 동계 올림픽이 개최된 지 고작 8년후이다. 벤쿠버의 재정문제로 2009년 포기하였다.[38]
- 뉴질랜드, 퀸스타운
2007년 보고서에서 뉴질랜드올림픽위원회는 퀸스타운-더니딘의 공동개최를 제안했었다. 당시 IOC는 두 도시 간의 공동개최는 허용하지 않았으므로 IOC의 반대로 같은해 포기하였다.[39]
- 불가리아, 소피아
세 차례의 올림픽유치 실패 이후 불가리아올림픽위원회장인 Vessela Lecheva는 가능성을 높이기 위해 적어도 다목적홀에 대한 프로젝트의 계획을 발표했다.[19][40] 소피아는 2016년 유스 동계 올림픽 유치전에 뛰어드는 것을 고려중이었으나 이마저도 포기했다.
- 슬로베니아, 고렌스카
보힌시의 시장인 Franc Kramar는 고렌스카의 다른 7개주요도시와 공동으로 입후보하는 것을 제안했다. 당시 IOC는 두 도시 간의 공동개최는 허용하지 않았으므로 IOC의 반대로 2008년 포기하였다.

- 스페인, 사라고사
사라고사에서 하자는 주장이 있었다.[42][43][44] 그런데, 시장이 2022년 동계 올림픽에 입후보하는게 더 어떻겠냐고 말했지만 대륙별순환원칙에 의하면 이것은 불공평하며, 2016년 하계 올림픽에 입후보했던 마드리드가 그 예이다. 2009년 스페인의 금융위기로 포기하였다.

## 유치 신청 도시 평가
2010년 3월 15일까지 세 도시가 유치를 신청했다. 이에 IOC는 11개의 평가 기준을 제시했으며 유치 신청 도시마다 평가항목별로 최대, 최하점을 주었다.
| 정부 지원 및 여론 | 8.4 | 9.0 | 7.5 | 8.5  | 6.9 | 8.6  |
| 기반시설          | 6.7 | 8.0 | 8.0 | 9.0  | 5.4 | 6.9  |
| 경기장            | 6.8 | 8.5 | 7.0 | 8.6  | 5.6 | 6.9  |
| 올림픽 선수촌     | 6.2 | 7.9 | 6.2 | 7.6  | 4.5 | 5.8  |
| 환경 조건 및 영향 | 7.2 | 8.5 | 7.8 | 8.8  | 6.6 | 7.9  |
| 숙박              | 9.3 | 9.8 | 9.3 | 9.8  | 6.1 | 7.3  |
| 교통              | 8.3 | 9.0 | 8.0 | 8.8  | 5.5 | 7.5  |
| 안전              | 7.5 | 8.5 | 7.5 | 8.5  | 7.0 | 8.5  |
| 대회 경험         | 8.0 | 9.0 | 9.0 | 10.0 | 9.0 | 10.0 |
| 재정              | 6.9 | 8.3 | 6.7 | 8.6  | 6.9 | 8.5  |
| 총평              | 8.0 | 9.0 | 8.0 | 9.0  | 4.0 | 7.0  |

| 영역 최하점 | 영역 최고점 |

평가서의 말미에 실무진들은 모든 후보 도시들이 동계 올림픽을 개최할 능력이 있다는 호평을 냈으며 좋은 수준의 대회를 개최하기 위해 더욱 노력을 기울여야 할 것이라고 강조했다. 실무진은 평창과 뮌헨이 성공적인 대회를 치룰 잠재력이 있다는 평가를 내렸다. 그에반해 안시는 경기장 및 선수촌이 10개 지역에 분산되어있기 때문에 또다른 도전을 해야할 수 있다고 덧붙였다.